# Club Baloncesto Gran Canaria 2016-2017
Questa voce raccoglie le informazioni riguardanti il Club Baloncesto Gran Canaria nelle competizioni ufficiali della stagione 2016-2017.

## Stagione
La stagione 2016-2017 del Club Baloncesto Gran Canaria è la 26ª nel massimo campionato spagnolo di pallacanestro, la Liga ACB.

## Roster
Aggiornato al 5 marzo 2023.
| Herbalife Gran Canaria 2016-17 | Herbalife Gran Canaria 2016-17 |
| Giocatori                      | Staff tecnico                  |
| ------------------------------ | ------------------------------ |

| N. | Naz.                                                   | Ruolo | Nome             | Anno | Alt.   | Peso   |  |
| -- | ------------------------------------------------------ | ----- | ---------------- | ---- | ------ | ------ |  |
| 1  | Stati Uniti (bandiera)                                 | C     | Ryan Hollins     | 1984 | 213 cm | 104 kg |  |
| 2  | Stati Uniti (bandiera) · Macedonia del Nord (bandiera) | AC    | Richard Hendrix  | 1986 | 203 cm | 113 kg |  |
| 4  | Spagna (bandiera)                                      | P     | Albert Oliver    | 1978 | 187 cm | 84 kg  |  |
| 6  | Croazia (bandiera)                                     | C     | Darko Planinić   | 1990 | 211 cm | 113 kg |  |
| 7  | Stati Uniti (bandiera) · Macedonia del Nord (bandiera) | P     | Bo McCalebb      | 1985 | 182 cm | 83 kg  |  |
| 9  | Finlandia (bandiera)                                   | G     | Sasu Salin       | 1991 | 190 cm | 86 kg  |  |
| 13 | Rep. Dominicana (bandiera) · Spagna (bandiera)         | A     | Eulis Báez (C)   | 1982 | 201 cm | 95 kg  |  |
| 14 | Lettonia (bandiera)                                    | C     | Anžejs Pasečņiks | 1995 | 217 cm | 104 kg |  |
| 15 | Stati Uniti (bandiera)                                 | AP    | Royce O'Neale    | 1993 | 198 cm | 102 kg |  |
| 21 | Spagna (bandiera)                                      | AP    | Oriol Paulí      | 1994 | 201 cm | 84 kg  |  |
| 22 | Spagna (bandiera)                                      | AP    | Xavi Rabaseda    | 1989 | 196 cm | 93 kg  |  |
| 24 | Stati Uniti (bandiera) · Slovacchia (bandiera)         | G     | Kyle Kuric       | 1989 | 193 cm | 88 kg  |  |
| 34 | Spagna (bandiera)                                      | AG    | Pablo Aguilar    | 1989 | 204 cm | 107 kg |  |
| -  | Georgia (bandiera) · Spagna (bandiera)                 | AC    | Willy Isiani     | 1997 | 201 cm | 104 kg |  |

| Allenatore                                                                             |
| - Luis Casimiro                                                                        |
| Assistente/i                                                                           |
| - Víctor García - Israel González Legenda - (C) Capitano - (IN) Inattivo - Infortunato |

## Mercato

### Sessione estiva
| Acquisti | Acquisti          | Acquisti         | Acquisti      | Acquisti |
| R.a      | Nome              | da               | Modalità      |          |
| -------- | ----------------- | ---------------- | ------------- | -------- |
| P        | Bo McCalebb       | Limoges CSP      | definitivo    |          |
| AP       | Royce O'Neale     | R. Ludwigsburg   | definitivo    |          |
| AC       | Richard Hendrix   | Maccabi Tel Aviv | definitivo    |          |
| C        | Ovidijus Galdikas | W.M. Szczecin    | fine prestito |          |
| C        | Darko Planinić    | Saski Baskonia   | definitivo    |          |

| Cessioni | Cessioni          | Cessioni         | Cessioni       | Cessioni |
| R.       | Nome              | a                | Modalità       |          |
| -------- | ----------------- | ---------------- | -------------- | -------- |
| P        | Kevin Pangos      | Žalgiris Kaunas  | rescissione    |          |
| G        | D.J. Seeley       | Maccabi Tel Aviv | fine contratto |          |
| AP       | Brad Newley       | Sydney Kings     | fine contratto |          |
| AC       | Sitapha Savané    | Estudiantes      | fine contratto |          |
| C        | Ovidijus Galdikas | Juventus Utena   | fine contratto |          |
| C        | Alen Omić         | Anadolu Efes     | rescissione    |          |

### Dopo l'inizio della stagione
| Acquisti | Acquisti     | Acquisti   | Acquisti        | Acquisti   |
| R.       | Nome         | da         | Data            | Modalità   |
| -------- | ------------ | ---------- | --------------- | ---------- |
| C        | Ryan Hollins | Free agent | 5 dicembre 2016 | definitivo |

| Cessioni | Cessioni     | Cessioni        | Cessioni      | Cessioni    |
| R.       | Nome         | a               | Data          | Modalità    |
| -------- | ------------ | --------------- | ------------- | ----------- |
| C        | Ryan Hollins | Auxilium Torino | 15 marzo 2017 | rescissione |